# Pere Feliu Perelló
Pere Feliu Perelló (Palma?, segle xix — Palma, 1861) va ser un poeta i polític mallorquí. La seva participació en la política va ser realment activa en ocupar el càrrec de batlle i regidor de Palma diversos cops com també de diputat a Corts el 1850. A banda de la seva activitat política, també cultivà poesia tant en mallorquí com en castellà on destaca el seu poema de 201 estrofes S'Hermità pelegrí o camins de sa providència publicat el 1850.